# Agente encubierto
Un agente encubierto o agente secreto, también conocido coloquialmente como "topo", es el infiltrado en una organización que sirve a otra. Los topos pueden dedicarse, bien a actividades ilegales, como el espionaje o la provocación, o bien a actividades legales, caso de los miembros de la policía que investigan organizaciones sociales, políticas, sindicales u organizaciones ilegales o criminales.
En este segundo caso, el topo actúa con autorización judicial. De este modo, "el agente encubierto investiga el crimen desde el interior de la organización criminal, actuando sin exceder el marco de las garantías constitucionales básicas y aprovechándose de las oportunidades y facilidades que le brinda aquel ya predispuesto a cometer un hecho delictivo” (M. Bohermer). Tal predisposición, el dolo preexistente, es lo que diferencia su función de la del agente provocador.
Dado que algunos delitos solo pueden descubrirse y probarse si los órganos encargados de la prevención logran ser admitidos en el círculo de la intimidad en el que ellos tienen lugar, en algunos sistemas judiciales se permite al juez designar por resolución a agentes de las fuerzas de seguridad en actividad para que se introduzcan en forma encubierta como integrantes de organizaciones delictivas, a fin de obtener información sobre sus integrantes, funcionamiento, financiación, etc. La regla es el mantenimiento del estricto secreto de la actuación del agente encubierto, y la excepción queda sustentada en el carácter absolutamente imprescindible del aporte testifical. En caso de revelación de la identidad real del agente encubierto, su situación de peligro personal es asumida por la ley y obliga a su protección cuando aquella se produjo, mediante las medidas adecuadas ordenadas antes de concretarse la declaración testimonial. 
El primer texto histórico que se refiere a los espías es El arte de la guerra de Sun Tzu, escrito alrededor del año 500 a. C. Los antecesores del espionaje fueron los ninja del Japón feudal. El personaje de ficción James Bond es ejemplo de agente secreto.
Por consiguiente, la figura del agente encubierto se regula en el Real Decreto de 14 de septiembre de 1882, en el artículo 282 bis LECrim. El agente encubierto con previa autorización judicial, del Juez de Instrucción o del Ministerio Fiscal,  es el encargado de infiltrarse en una organización criminal, en la cual, se le autoriza a utilizar un alias, investigar, relacionarse con los miembros de la organización criminal, entre otros. Es decir, la figura del agente encubierto obtiene información mediante la infiltración en las actividades propias de la delincuencia organizada. El agente cuando haya obtenido información, deberá ponerla en conocimiento de la investigación con la mayor brevedad posible.
Cabe resaltar, la existencia de la figura del agente encubierto informático.
El agente encubierto informático, corresponde a funcionarios de la Policía Judicial que actúan mediante identidad supuesta. Con la finalidad de esclarecer los hechos constitutivos de delitos a través de las comunicaciones mantenidas en las redes sociales u otras formas de conexión de internet. Requieren específicamente una autorización judicial para actuar en canales cerrados de comunicación, y requieren una autorización especial para intercambiar o enviar archivos ilícitos por razón de su contenido en el curso de una investigación.
Por ende, el agente encubierto informático, tal y como indica la Ley Orgánica 13/2015, de 5 de octubre, de modificación de la Ley de Enjuiciamiento Criminal para el fortalecimiento de las garantías procesales y la regulación de las medidas de investigación tecnológica, con previa autorización judicial específica para ello, podrá intercambiar o enviar por sí mismo archivos ilícitos por razón de su contenido y analizar los resultados de los algoritmos aplicados para la identificación de dichos archivos ilícitos.